# Padshah Begum

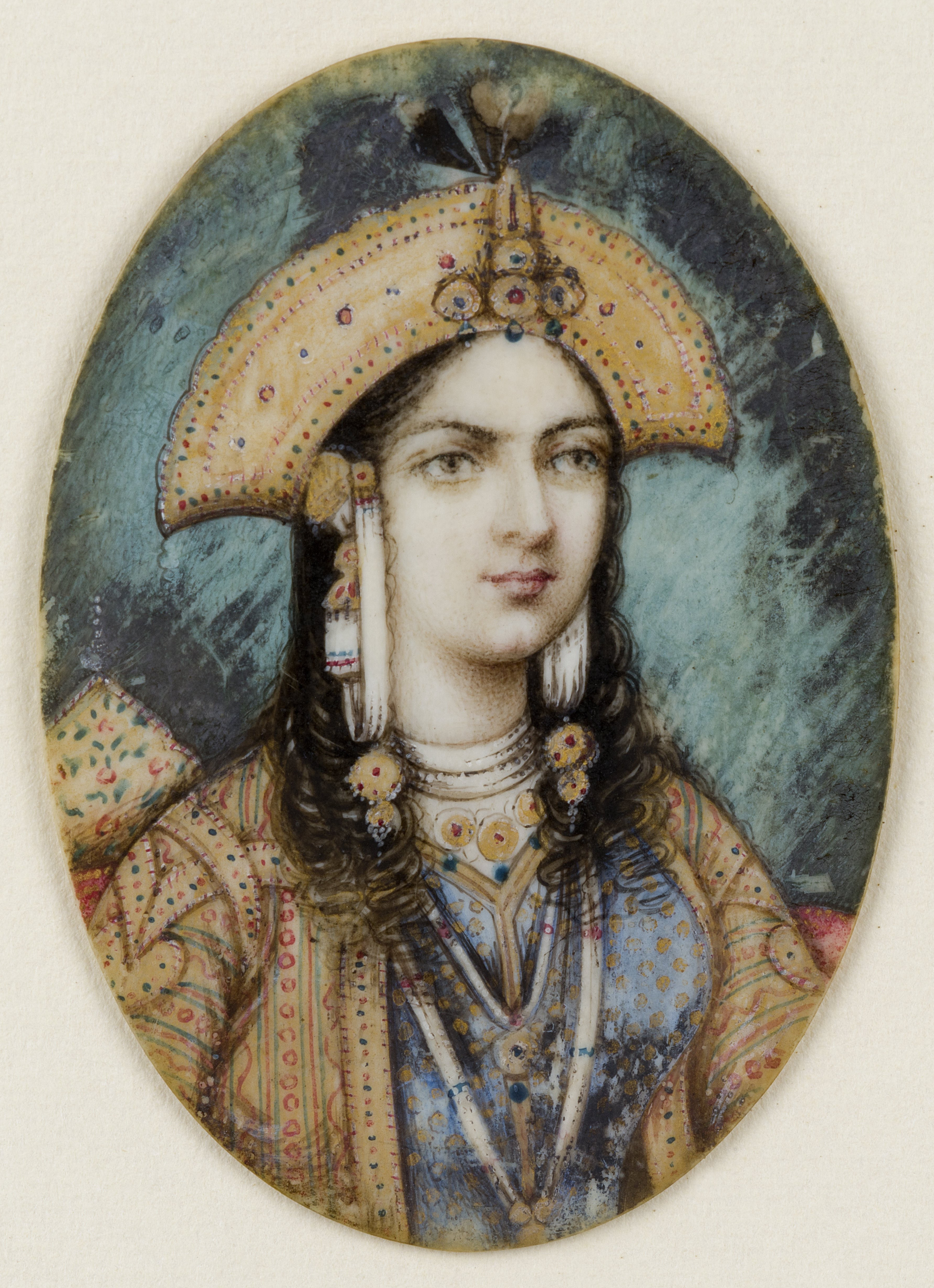
Portrait of Mumtaz Mahal on Ivory (cropped)

Padshah Begum (Persiska: پادشاه بیگم) var en hederstitel som gavs till den främsta hustrun till stormogulen i det indiska Mogulriket, och den viktigaste titeln i Mogulharemet. 
Titeln kunde bara innehas av en enda kvinna samtidigt, och har därför ofta översatts till "kejsarinna" i västerländsk kontext, men titeln innehades inte alltid av en hustru till stormogulen, utan ibland av en dotter, syster eller mor. 

## Padshah Begum
1. 1526-1530: Maham Begum, hustru till Babur
2. 1530-1556: Bega Begum, hustru till Humajun
3. 1556-1602: Hamida Banu Begum, mor till Akbar
4. 1608-1620: Saliha Banu Begum, hustru till Djahangir
5. 1620-1627: Nur Jahan, hustru till Djahangir
6. 1628-1631: Mumtaz Mahal, hustru till Shah Jahan
7. 1631-1681: Jahanara Begum (avbrott 1658-1669), dotter till Shah Jahan och syster till Aurangzeb
8. 1658-1669: Roshanara Begum, dotter till Shah Jahan och syster till Aurangzeb
9. 1681-1721: Zinat-un-Nissa Begum, hustru till Aurangzeb
10. 1721-1789: Badshah Begum, dotter till Farruch Sijar och hustru till Mohammed Nasir
11. 1840-1857: Zeenat Mahal, hustru till Bahadur Shah II